# Il conte di Sant'Elmo
Il conte di Sant'Elmo è un film del 1951 diretto da Guido Brignone.

## Trama
Regno delle Due Sicilie, prima metà del XIX secolo. La carrozza che sta trasportando la cantante Bianca Barbieri a Napoli per esibirsi a teatro, viene assalita da una banda di briganti nei pressi di Itri. Il capo della banda che indossa una maschera, rimane affascinato dalla bellezza e dalla voce della cantante e, dopo una notte d'amore con lei, la lascia ripartire senza sottrarle alcun oggetto prezioso.
A Napoli la cantante è convinta di riconoscere il capo della banda di briganti nel conte Giorgio di Sant'Elmo, ma questi la smentisce in modo indignato. Persino il ministro della polizia, il barone Annibale Cassano, venuto a conoscenza dell'episodio, ritiene impossibile che il conte possa guidare una banda di insorti.
In realtà il conte di Sant'Elmo fa parte del gruppo dei carbonari e non esita ad introdursi nel palazzo del barone di Cassano per distruggere un documento che potrebbe mettere in pericolo l'anonimato di molti dei suoi compagni. Per uscire dal palazzo però ha bisogno dell'aiuto di Laura, la figlia del barone, che lo nasconde nella sua stanza, e dell'aiuto di Bianca che lo ospita nella sua carrozza. Entrambe le donne sono molto attratte da lui.
Il conte di Sant'Elmo, innamorato di Laura, riesce ad impedire che questa si fidanzi con il duca Alberico di Villalba, come invece vorrebbe il barone di Cassano. Dopodiché, per costringere il barone a liberare un giovane carbonaro arrestato e detenuto a Castel dell'Ovo, ha il compito di organizzare il rapimento di Laura, ma sarà preceduto proprio dalla ragazza che fingerà il proprio rapimento allo stesso scopo. Bianca, ormai sicura che il conte e il capo della banda di briganti sono la stessa persona, per vendicarsi di essere stata sedotta e abbandonata, informa il barone di Cassano del rapporto amoroso che c'è tra i due.
Soltanto in un secondo momento Bianca si rende conto che la sua delazione è anche un grave atto di accusa nei confronti del conte e che lo porterà alla condanna a morte per tradimento. Pertanto aiuta i carbonari ad organizzare la fuga del conte dal carcere, dove è rinchiuso, e a farlo imbarcare in una fregata piemontese che lo porterà a Genova insieme a Laura. Lo stesso barone pur sapendo della fuga preferisce non ostacolarla pur di rendere felice sua figlia.

## Produzione
Il film è stato girato negli stabilimenti Titanus di Roma.
Tina Lattanzi recita nel film interpretando il ruolo di Donna Clelia e contemporaneamente doppia l'attrice Nelly Corradi che interpreta la cantante Bianca Barbieri.

## Distribuzione
Il film venne distribuito nel circuito cinematografico italiano l'11 aprile del 1951.

## Canzoni
Le canzoni originali sono di Armando Fragna, Cesare Andrea Bixio e B. Franzè.